# Angelica Källström
Angelica Källström, född 1985, är en svensk sportdansare av världsklass. Tillsammans med danspartnern Benjamin Österlund har hon vunnit såväl SM som NM-, EM- och VM-guld i BRR-danserna, framförallt bugg. Paret tävlar för Uppsala Bugg & Swing Society (UBSS). Fram t.o.m. år 2005 tävlade Angelica Källström dock för Norrtälje Sportdansförening (NSDF), men hon bytte klubb till UBSS fr.o.m. år 2006. 

## Tävlingsresultat
- 2003 vann paret junior-SM i bugg. På junior-SM i dubbelbugg kom Benjamin Österlund, Angelica Källström samt Hanna Kupljen femma.
- 2004 kom paret på en tredjeplats i SM i bugg.
- 2005 kom paret på en fjärdeplats i SM i bugg.
- 2006 blev paret svenska mästare i bugg. De vann även Sävsjö Allround (i Allround tävlar man i fyra BRR-danser: bugg, boogie woogie, lindy hop och rock'n roll). I bugg vann de dessutom Altirasnurren Grand Prix, Ulricabuggen Grand Prix och Borås Grand Prix.
- 2007 blev paret europeiska mästare i bugg (i Seefeldt, Österrike), och de vann Nordiska mästerskapen i bugg (i Lilleström, Norge). På SM kom de tvåa i bugg och fyra i boogie woogie, och på VM (i Halmstad) kom de tvåa i bugg. Dessutom vann de LudvikaSnurren Grand Prix i både bugg och boogie woogie, Rocksulan Grand Prix i bugg, Sten Sture Grand Prix i bugg, samt Sävsjö Allround.
- 2008 blev paret världsmästare i jitterbugg (i Nauders, Österrike), och de vann EM i bugg (i Varberg), Nordiska mästerskapen i bugg (i Karlstad), SM i bugg, och kom tvåa i VM i bugg (i Nauders, Österrike). De tog även brons på lag-SM i BRR-danser med Uppsala Bugg & Swing Society.  Dessutom vann de Ulricabuggen Grand Prix i både bugg och boogie woogie, Stockholm Grand Prix i bugg, Vara Grand Prix i bugg, Sten Sture Grand Prix i bugg, samt även Sävsjö Allround. Det framgångsrika tävlingsåret 2008 utmynnade i att Upsala Nya Tidning utsåg dansparet till 2008 års bästa idrottsutövare i Uppland, för vilket de belönades med UNT-guldet (som utdelades i januari 2009).
- 2009 blev paret svenska mästare i bugg och på SM i boogie woogie tog de en fjärdeplats, de kom tvåa på Nordiska mästerskapen i bugg (i Åbo, Finland), och de kom på första plats på Sméstadens Grand Prix i bugg i Eskilstuna och på Sten Sture Grand Prix i bugg i Sävsjö.
- 2010 vann paret sitt fjärde SM-guld, det tredje i följd vilket betydde att de fick behålla den eftertraktade vandringspokalen instiftad av Micael Brobeck. Istället valde paret att återinstifta pokalen som vandringspris, och skrev med att så ska ske för all framtid.